# شاهزاده أبو القاسم (سرتشهان)
شاهزاده أبو القاسم (بالفارسية: شاهزاده ابوالقاسم) هي قرية تقع في إيران في قسم سرتشهان الريفي. يقدر عدد سكانها بـ 46 نسمة .